# Fuchsia procumbens
Fuchsia procumbens oder die Zwergfuchsie, ist eine Pflanzenart aus der Familie der Nachtkerzengewächse (Onagraceae). Sie gehört zu den wenigen Fuchsienarten, deren ursprüngliches Verbreitungsgebiet Neuseeland ist.

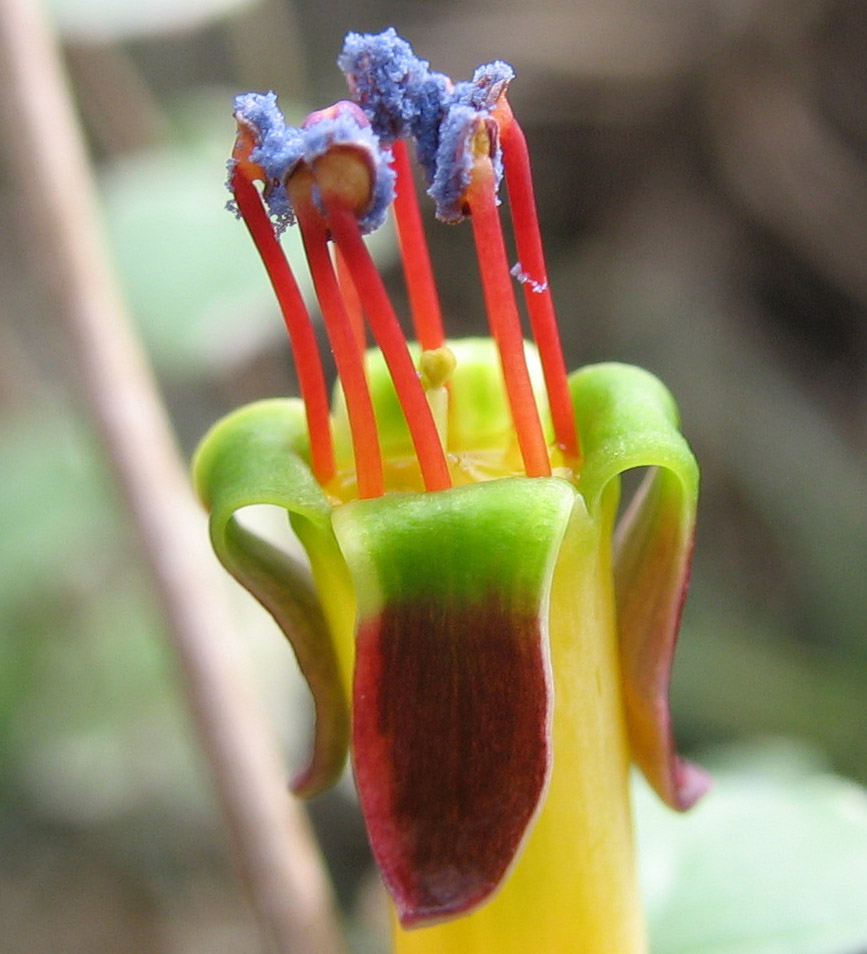
Blüte mit blauem Pollen

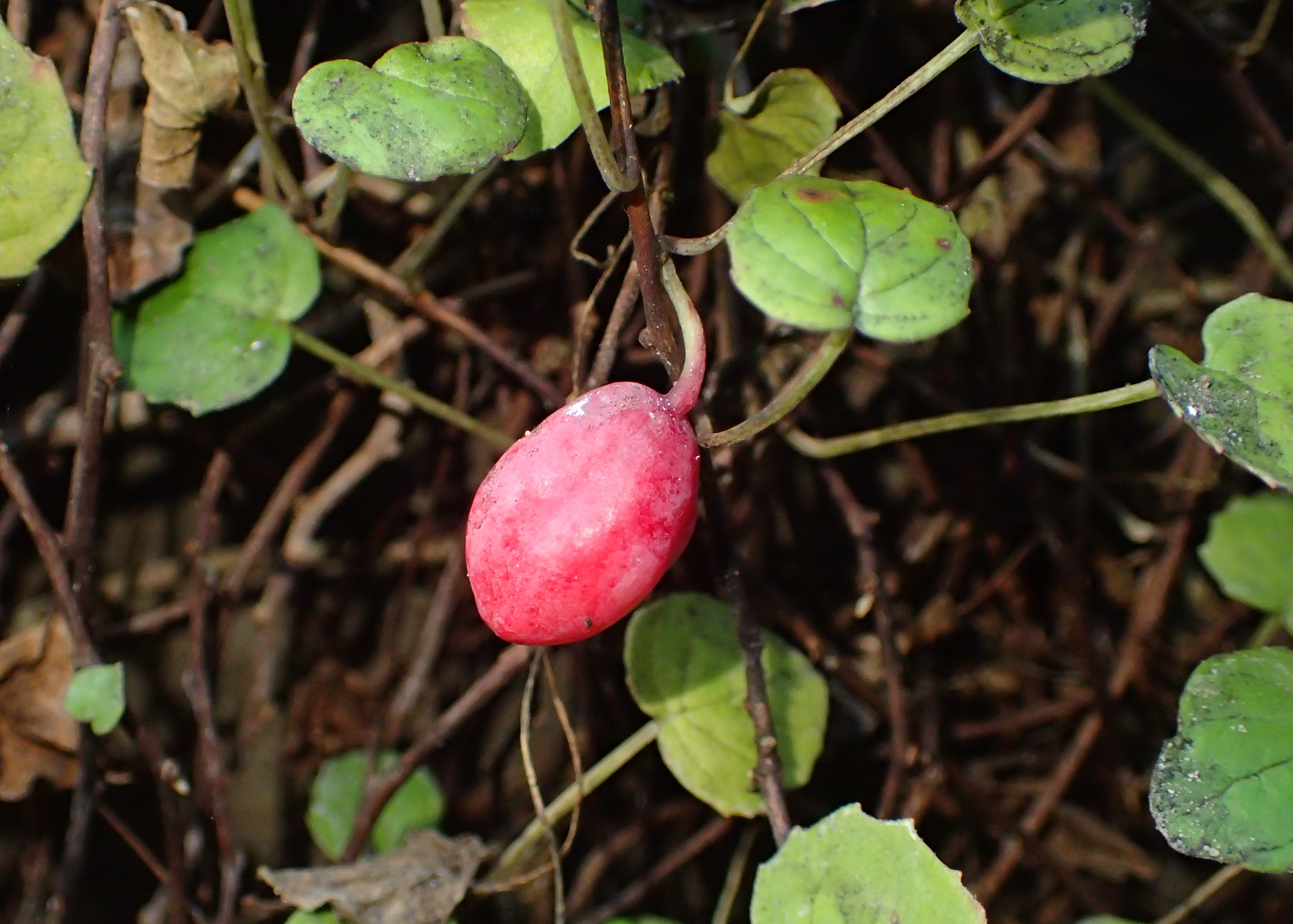
Frucht

## Beschreibung
Sie zählt zu den laubabwerfenden Fuchsienarten, die bei etwas Schutz auch in Mitteleuropa im Freien überwintern können. Es handelt sich dabei um eine kleinbleibende Fuchsie, die sich besonders für den Steingarten eignet. Es ist ein kletternder Halbstrauch der etwa bis 20 Zentimeter hoch wächst. Die schlanken Stängel sind kriechend und bis zu 2 Meter lang und an ihnen sitzen kleine, etwas feste Blätter. Die wechselständigen, eiförmigen bis rundlichen, leicht herzförmigen bis gestutzten, kahlen bis fast kahlen, stumpfen bis abgerundeten, seltener spitzen Laubblätter sind eher lang gestielt und bis 2–2,5 Zentimeter lang. Der Blattrand ist ganz bis fein gesägt, teils ausgeschweift und fein rötlich gezähnt. Die minimalen Nebenblätter sind abfallend.
Fuchsia procumbens ist subdiözisch sowie heterostyl und distyl. Es sind also funktionell weibliche, männliche und zwittrige Exemplare vorhanden, es liegt Triözie vor. Bei zwittrigen Pflanzen sind meist auch männliche Blüten vorhanden, diese Pflanzen können auch im Geschlecht schwanken. es hat sich auch gezeigt, dass die Art meistens nicht tristyl ist. Die männlichen oder weiblichen Blüten produzieren keine Früchte. Die aufrechten, kleinen Blüten erscheinen achselständig und meist einzeln. Die funktionell eingeschlechtlichen und gestielten, vierzähligen Blüten mit einfacher Blütenhülle sind außen grün-gelb und innen an den außen grünen Kelchzipfeln purpur bis violett oder rötlich, was für eine Fuchsie eine ungewöhnliche Farbe ist. Die spitzen Kelchblätter am zweigliederigen Blütenbecher sind zurückgelegt und die Kronblätter fehlen. Der relativ kurz „Tubus“ ist zylindrisch bis leicht becherförmig. Die weiblichen Blüten sind kleiner, als die männlichen und zwittrigen, die 8 relativ kurzen Staubblätter bzw. Staminodien der drei Blütenformen sind etwa gleich lang. Wobei die Staminodien der weiblichen Blüten am kleinsten sind. Die Staubblätter produzieren blauen Pollen. Der Fruchtknoten mit langem Griffel und großer, kopfiger und schwach gelappter Narbe ist unterständig. Wobei die Narben in den männlichen Blüten am kleinsten sind.
Die bis 2,5 Zentimeter langen, eiförmigen bis verkehrt-eiförmigen oder ellipsoiden, teils „bereiften“, rötlichen bis purpurnen, festfleischigen, vielsamigen Früchte, Beeren, haben die Form kleiner Pflaumen.
Die Chromosomenzahl beträgt 2n = 22.